# Gotthard Zölfl
Gotthard Zölfl (* 22. Oktober 1950 in Stollberg/Erzgeb.; † 24. Dezember 2007 in Hohenstein-Ernstthal) war ein Fußballspieler in der DDR-Oberliga, der höchsten Spielklasse des ostdeutschen Fußballverbandes. Er spielte dort für den FC Karl-Marx-Stadt. Zölfl war mehrfacher Junioren- und Nachwuchsnationalspieler.

## Karriere
Zölfls Fußball-Laufbahn startete in der Betriebssportgemeinschaft (BSG) Aktivist im erzgebirgischen Neuwürschnitz. 1966 wurde er zum Fußballschwerpunkt der Region, dem FC Karl-Marx-Stadt, delegiert. Als dessen Juniorenspieler wurde Zölfl 1967 in den Kader der DDR-Junioren-Nationalmannschaft aufgenommen. Sein erstes Junioren-Länderspiel bestritt er am 16. April 1967 beim 1:1 gegen Polen. Bis 1969 kam er auf 25 Länderspiele mit der Juniorenauswahl mit dem Höhepunkt der Teilnahme am UEFA-Jugendturnier 1969. Die DDR-Mannschaft wurde nach Losentscheid nach einem 1:1 gegen Bulgarien Zweiter. Auf dem Weg dahin hatten die DDR-Junioren England mit 4:0 geschlagen, drei Tore hatte Zölfl erzielt. Ebenfalls im Jahr 1969 spielte Zölfl in drei Länderspielen mit der Nachwuchsnationalmannschaft der DDR.
Mit 17 Jahren absolvierte Zölfl seine ersten Spiele in der Oberligamannschaft des FC Karl-Marx-Stadt. Sein Debüt in der Oberliga gab er am 15. Spieltag der Saison 1967/68, dem 2. März 1968. In der Begegnung FC Karl-Marx-Stadt – 1. FC Lok Leipzig (0:1) wurde er als Innenstürmer eingesetzt. Es folgten bis zum Saisonende weitere drei Oberligaspiele, in denen Zölfl jedoch nur als Einwechselspieler zum Zuge kam. Im Spieljahr 1968/69 hatte er keine DDR-Oberligaeinsätze, er spielte weiterhin in der Junioren-Oberliga. Allerdings stand er am 1. Juni 1969 in der ersten Halbzeit mit der 1. Mannschaft im Endspiel um den DDR-Fußballpokal, das der FCK jedoch mit 0:4 gegen den 1. FC Magdeburg verlor. Für die Saison 1969/70 nominierte ihn der FCK offiziell als Stürmer für die Oberligamannschaft. Er wurde auch tatsächlich in den ersten sechs Oberligaspielen im Angriff eingesetzt, allerdings nur dreimal über die vollen 90 Minuten. Nach längerer Pause kam Zölfl noch einmal vom 23. bis zum 26. Spieltag in der Oberligamannschaft zum Einsatz, wobei er nur am 25. Spieltag voll durchspielte.
Mit fünfwöchiger Verspätung meldete die offizielle DDR-Sportzeitung Deutsches Sportecho, dass Zölfl vom FC Karl-Marx-Stadt wegen „grober Disziplinverstöße“ vom 1. August 1970 bis zum 31. Juli 1971 gesperrt worden sei. Für die Saison 1971/72 wurde Zölfl von der Armeesportgemeinschaft Vorwärts Leipzig als Neuzugang in ihrem Aufgebot angeführt, er spielte dort jedoch nie für die 1. Mannschaft. Auch später kam Zölfl nicht mehr im höherklassigen Fußball zum Einsatz. Als Freizeitfußballer spielte er einige Zeit bei der viertklassigen Bezirksklassenmannschaft Motor Lößnitz, danach ging er zurück zu Aktivist Neuwürschnitz. Alkoholkrank starb er 2007 im Alter von 57 Jahren. 